# Trommald
Trommald és una població dels Estats Units a l'estat de Minnesota. Segons el cens del 2000 tenia 125 habitants.

## Demografia
Segons el cens del 2000, Trommald tenia 125 habitants, 47 habitatges, i 28 famílies. La densitat de població era de 13 habitants per km².
Dels 47 habitatges en un 38,3% hi vivien nens de menys de 18 anys, en un 53,2% hi vivien parelles casades, en un 2,1% dones solteres, i en un 40,4% no eren unitats familiars. En el 31,9% dels habitatges hi vivien persones soles el 6,4% de les quals corresponia a persones de 65 anys o més que vivien soles. El nombre mitjà de persones vivint en cada habitatge era de 2,66 i el nombre mitjà de persones que vivien en cada família era de 3,5.
Per edats la població es repartia de la següent manera: un 31,2% tenia menys de 18 anys, un 8% entre 18 i 24, un 31,2% entre 25 i 44, un 21,6% de 45 a 60 i un 8% 65 anys o més.
L'edat mediana era de 34 anys. Per cada 100 dones de 18 o més anys hi havia 126,3 homes.
La renda mediana per habitatge era de 21.500 $ i la renda mediana per família de 42.083 $. Els homes tenien una renda mediana de 43.333 $ mentre que les dones 18.750 $. La renda per capita de la població era de 14.714 $. Entorn del 9,7% de les famílies i el 16% de la població estaven per davall del llindar de pobresa.

## Poblacions més properes
El següent diagrama mostra les poblacions més properes.